# 四甲基溴化𬭸
四甲基溴化𬭸是一种季𬭸盐，化学式为(CH3)4PBr。它是可溶于水的白色固体，可由三甲基膦和溴甲烷反应制得。

## 反应

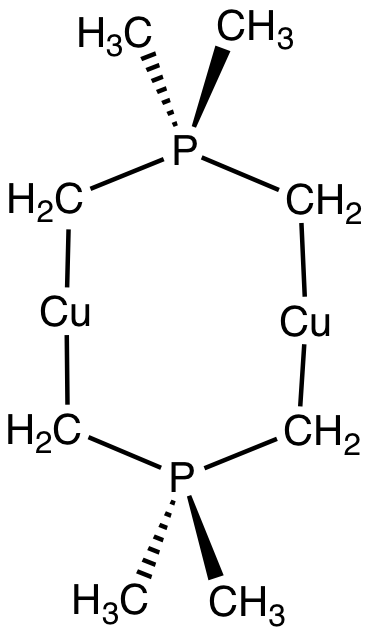
Cu_{2}[(Me_{2}P(CH_{2})_{2}]_{2}的结构。

四甲基溴化𬭸脱质子可以得到亚甲基三甲基磷叶立德，并可以进一步脱质子：
(CH3)4PBr  +  BuLi →  CH3)3P=CH2  +  LiBr  +  BuH
CH3)3P=CH2  +  BuLi →  CH3)2P(CH2)2Li  +  BuH
后者产物是很多配合物的前体，如二亚铜的配合物Cu2[(Me2P(CH2)2]2。